# Chitrakoot Dham
Chitrakoot Dham (vaak ook aangeduid als Karwi) is een stad en gemeente in het district Chitrakoot van de Indiase staat Uttar Pradesh. Het ligt nabij de stad Chitrakoot, die echter tot de staat Madhya Pradesh behoort.

## Demografie
Volgens de Indiase volkstelling van 2001 wonen er 48.853 mensen in Chitrakoot Dham (Karwi), waarvan 54% mannelijk en 46% vrouwelijk is. De plaats heeft een alfabetiseringsgraad van 67%. 